# Rügland
Rügland – miejscowość i gmina w Niemczech, w kraju związkowym Bawaria, w rejencji Środkowa Frankonia, w regionie Westmittelfranken, w powiecie Ansbach, wchodzi w skład wspólnoty administracyjnej Weihenzell. Leży około 10 km na północ od Ansbachu.

## Dzielnice
W skład gminy wchodzą następujące dzielnice: 
- Daubersbach
- Fladengreuth
- Kräft
- Lindach
- Obernbibert
- Pilsmühle
- Rosenberg
- Rügland
- Unternbibert
- Stockheim